# Dr. Slump
Dr. Slump (jap. Dr.スランプ Dr. Suranpu) ist eine Manga-Serie des japanischen Zeichners Akira Toriyama aus den Jahren 1980 bis 1984. Die Serie wurde in zwei Anime-Serien und mehrere Filmen umgesetzt. Sie lässt sich dem Shōnen-Genre zuordnen. Die Serie gilt als einer der wichtigsten Vertreter des Comedy-Manga und beeinflusste mehrere Mangaka wie Eiichirō Oda und Masashi Kishimoto.

## Inhalt
Der Manga handelt von Senbei Norimaki (則巻千兵衛 Norimaki Senbee, dt. etwa „in Seetang eingewickelter Reiskeks“), einem mehr oder weniger genialen Wissenschaftler, welcher sich ein Robotermädchen namens Arale Norimaki (則巻アラレ Norimaki Arare, dt. etwa „kleiner Reiskeks“) baut. „Dr. Slump“, so der Spitzname von Senbei, konnte allerdings einige Fehler bei der Konstruktion nicht vermeiden. So hat Arale riesige Kräfte und kann beispielsweise die Erde mit einem Schlag spalten, hat eine Vorliebe für Monster wie Godzilla und Gamera, ist kurzsichtig und hat überhaupt keine Erfahrung mit dem anderen Geschlecht. Dazu kommt noch, dass Pinguinhausen, die Heimatstadt von Arale und Senbei, von seltsamen Personen bevölkert ist. Darunter sind unter anderem Suppaman (スッパマン Sourman), ein Möchtegern-Superheld, der keine tatsächlichen Superkräfte besitzt, Tsukutsun Tsun (摘突詰 Tsun Tsukutsun), der sich bei Kontakt mit Frauen in einen Tiger verwandelt, Gatchan (ガッちゃん, selten Gajira Norimaki 則巻ガジラ Norimaki Gajira), ein kleiner grünhaariger Engel, der aus einem Ei schlüpfte, das Arale in der Steinzeit fand, und King Nikochan (ニコチャン大王 Nikochan Daiō), ein Außerirdischer, der nach Hause möchte. Dieses Konzept ist auf unzählige Späße, Missgeschicke und witzige Geschichten ausgelegt.

## Veröffentlichung
Dr. Slump erschien von 1980 bis 1984 in Einzelkapiteln im Manga-Magazin Weekly Shōnen Jump des Verlags Shūeisha. Die Einzelkapitel erschienen auch in 18 Bänden. In Japan erschienen vier Bände. Die Figuren aus Dr. Slump haben einen Gastauftritt in Toriyamas zweiter großen Serie Dragon Ball und die Charaktere von Dragon Ball wiederum in The New Dr. Slump. Später erschien der Manga auch im Kanzenban-Format. Im März 2007 erschien außerdem im japanischen Manga-Magazin Monthly Shōnen Jump ein neues Kapitel von Akira Toriyama mit dem Namen Dr.Mashirito – ABALE. Es handelt von Dr. Mashirito Jr., der es nach all den gescheiterten Caramelmans endlich geschafft hat, eine wirklich böse Version von Arale, mit dem Namen Abale, nachzubauen.
Der Manga erschien auf Englisch bei Viz Media, auf Spanisch bei Planeta DeAgostini und auf Französisch bei Glénat. In Frankreich war der Manga der erste, der ungespiegelt erschien. Außerdem existieren unter anderem eine polnische und eine portugiesische Übersetzung.
Der Carlsen Verlag veröffentlichte die Serie von 2000 bis 2002 vollständig im deutschsprachigen Raum. Eine von Akira Toriyamas Assistenten gezeichnete, komplett kolorierte Fortsetzung des Mangas erschien unter dem Titel Dr. Slump – Neues aus Pinguinhausen (jap. Chottodake Kaettekita Dr. Slump) auch im Banzai-Magazin (#7/2002 bis #1/2003), wurde jedoch nach nur sieben Kapiteln wieder eingestellt.

## Adaptionen

### Erste Animeserie

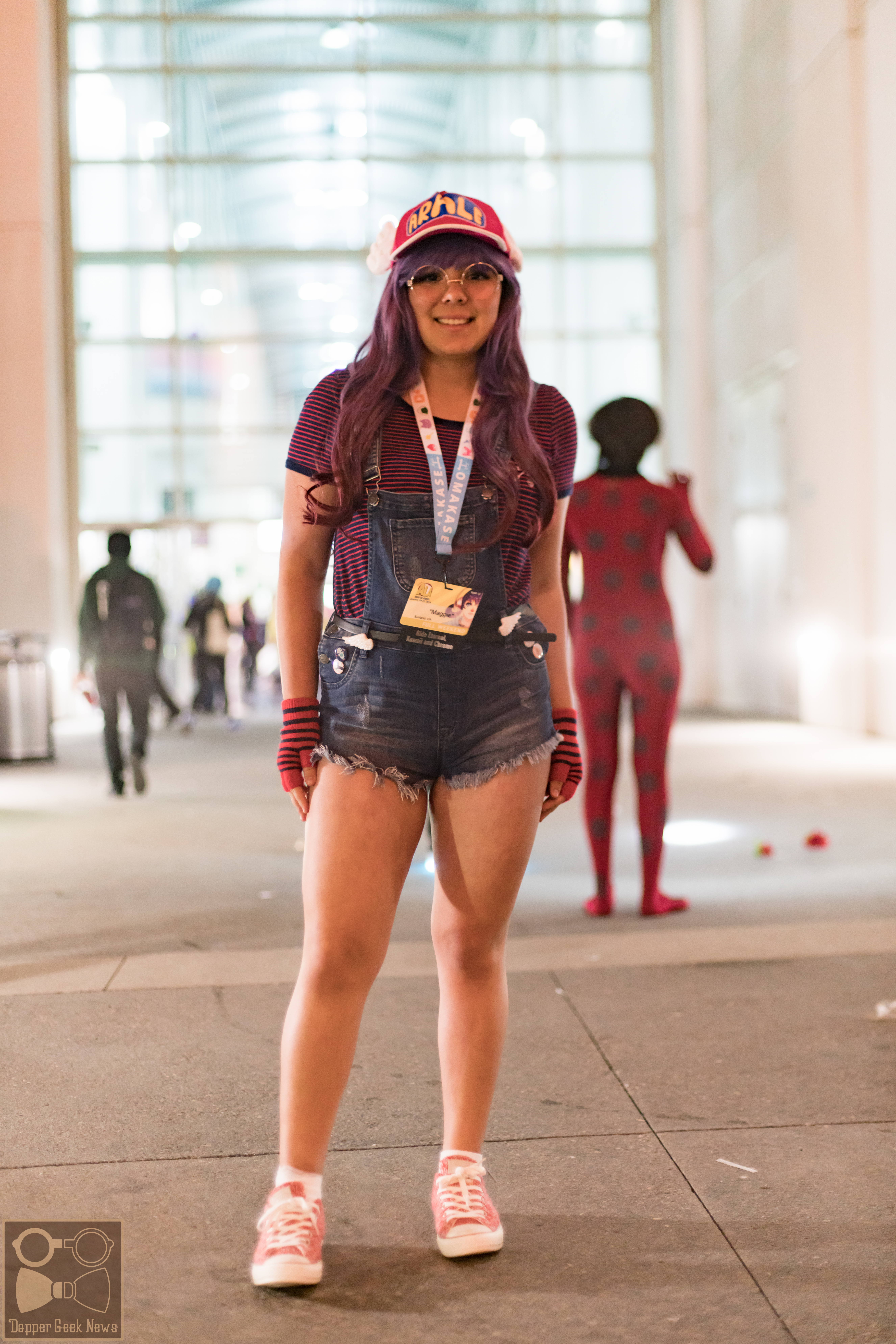
Cosplayerin als Arale Norimaiki

Toei Animation produzierte unter dem Titel Dr. Slump: Arale-chan (Dr.スランプ アラレちゃん) eine 243-teilige Anime-Serie zum Manga. Regie führten Minoru Okazaki und Shigeyasu Yamauchi; das Charakterdesign entwarf Minoru Maeda. Die Serie wurde vom 8. April 1981 bis zum 19. Februar 1986 auf dem japanischen Fernsehsender Fuji TV ausgestrahlt. Zwischen 1982 und 1994 wurden auch neun Kinofilme als Fortsetzung und Ergänzung zu dieser Serie umgesetzt.
Die Serie wurde in Frankreich, Hongkong, Lateinamerika und Italien im Fernsehen ausgestrahlt.
In Hongkong wurden einige der Folgen wegen sexueller und riskanter sowie anderer inakzeptabler Inhalte nicht ausgestrahlt. Diese wurden viele Jahre später exklusiv im Nachtprogramm auf dem Kanal TVB J2 ausgestrahlt.

#### Synchronisation
| Rolle           | Japanischer Sprecher (Seiyū) |
| --------------- | ---------------------------- |
| Senbei Norimaki | Kenji Utsumi                 |
| Arale Norimaki  | Mami Koyama                  |
| King Nikochan   | Hiroshi Ohtake               |
| Gara            | Isamu Tanonaka               |
| Akane Kimidori  | Kazuko Sugiyama              |
| Midori Yamabuki | Mariko Mukai                 |

#### Musik
Die Musik der Serie wurde von Shunsuke Kikuchi komponiert. Die Vorspanntitel sind Waiwai World von Ado Mizumori und Koorogi ’73 und Waiwai Kōshinkyoku von Mami Koyama. Die Abspannlieder sind:
- Ara Ara Arale-chan von Ado Mizumori and Koorogi ’73
- Arale-chan Ondo von Mami Koyama
- Ichiban Hoshi Miitsuketa von Ado Mizumori
- Anata ni Shinjitsuichiro von Mitsuko Horie

### Zweite Animeserie
Von 1997 bis 1999 entstand eine weitere Zeichentrickserie namens Dr. Slump auf Basis des Mangas. Diese wurde ebenfalls von Toei Animation produziert, unter der Regie von Akinori Nagaoka, Daisuke Nishio, Minoru Okazaki und Yoshiki Shibata. Die Ausstrahlung erfolgte vom 25. November 1997 bis zum 19. Februar 1999 durch Fuji TV. Die Serie unterscheidet sich im Gegensatz zur ersten Serie in einigen Aspekten sehr stark vom Manga. Der zehnte Anime-Film von 1999 stellt den Abschluss dieser zweiten Anime-Serie dar.
Die Serie wurde in Lateinamerika, Spanien und Italien im Fernsehen gesendet. Der Anime wurde ab dem 6. Juni 2002 auch im deutschen Fernsehen auf RTL II und später auch auf dem österreichischen Sender ATVplus ausgestrahlt.

#### Synchronisation
Die deutsche Synchronisation wurde von den MME Studios in Berlin angefertigt. Synchronregie an der Serie führte Wolfgang Ziffer.
| Rolle                  | Japanischer Sprecher (Seiyū) | Deutscher Sprecher                                                           |
| ---------------------- | ---------------------------- | ---------------------------------------------------------------------------- |
| Senbei Norimaki        | Yūsaku Yara                  | Olaf Reichmann                                                               |
| Arale Norimaki         | Taeko Kawata                 | Marie-Luise Schramm                                                          |
| Gatchan                | Chie Ishibashi               | Bea Tober                                                                    |
| Midori Yamabuki        | Yuko Minaguchi               | Carola Ewert                                                                 |
| Akane Kimidori         | Hiroko Konishi               | Anna Carlsson                                                                |
| Taro Soramame          | Shin’ichirō Ōta              | Julien Haggége                                                               |
| Pisuke Soramame        | Megumi Urawa                 | Carsten Otto                                                                 |
| Obotchaman             | Motoko Kumai                 | Florian Schmidt-Foß                                                          |
| König Nikochan         | Bin Shimada                  | Wolfgang Ziffer                                                              |
| König Nikochans Diener | Ryo Horikawa                 | Uwe Büschken                                                                 |
| Son-Goku               | Masako Nozawa                | Tommy Morgenstern (in „Der Original-Replikator“) Ann Vielhaben (Folge 56–59) |

#### Musik
Die Musik des Anime komponierte Takeo Watanabe. Für die Vorspanne verwendete man Lieder, welche von japanischen Popmusik-Gruppen eingesungen wurden. Für die deutsche Umsetzung war das Toyco-Studio zuständig.
| Nr. | Titel                                     | Interpret           | Episoden | Deutsche Umsetzung | Interpret     | Episoden |
| --- | ----------------------------------------- | ------------------- | -------- | ------------------ | ------------- | -------- |
| 1   | Kao Dekāi (顔でかーい, dt. „Mondgesicht“) | Funta               | 1–28     | Mondgesicht        | Ruth Kirchner | 1–28     |
| 2   | Hello, I love you                         | YURIMARI            | 29–61    | Megaherz           | Ruth Kirchner | 29–61    |
| 3   | Arale! Parale!                            | Dr. Slump All Stars | 62–74    | Aus dem Weg!       | Ruth Kirchner | 62–74    |

Die Abspanntitel sind Hanage ga Chotto Tobidashiteiru von Funta, Let me go! von Favorite Blue und Anata ga Ite Watakushi ga Ite von Obocchaman-kun. Für alle 74 Folgen wurde ein deutsches Lied eingesungen.

### Anime-Filme
Zum Manga wurden von 1981 bis 2007 elf Anime-Filme produziert:
| Jahr | Titel                                                        | Titel                                                    | Laufzeit in Minuten |
| Jahr | Transkription                                                | Japanisch                                                | Laufzeit in Minuten |
| ---- | ------------------------------------------------------------ | -------------------------------------------------------- | ------------------- |
| 1981 | Dr. Slump Arale-chan: Hello! Wonder Island                   | Dr.スランプ アラレちゃん ハロー!不思議島                 | 25                  |
| 1982 | Dr. Slump „Hoyoyo!“ Uchū Daibōken                            | Dr.SLUMP “ほよよ!”宇宙大冒険                             | 90                  |
| 1983 | Dr. Slump Arale-chan: Hoyoyo! Sekai Isshū Dai-Race           | Dr.スランプ アラレちゃん ほよよ世界一周大レース          | 52                  |
| 1984 | Dr. Slump Arale-chan: Hoyoyo! Nanaba-jō no Hihō              | Dr.スランプ アラレちゃん ほよよ!ナナバ城の秘宝           | 48                  |
| 1985 | Dr. Slump Arale-chan: Hoyoyo! Yume no Miyako Mecha Police    | Dr.スランプ アラレちゃん ほよよ!夢の都メカポリス         | 38                  |
| 1993 | Dr. Slump Arale-chan: N-cha! Penguin-mura wa Hare nochi Hare | Dr.スランプ アラレちゃん んちゃ!ペンギン村はハレのち晴れ | 42                  |
| 1993 | Dr. Slump Arale-chan: N-cha! Penguin-mura yori Ai o Komete   | Dr.スランプ アラレちゃん んちゃ!ペンギン村より愛をこめて | 32                  |
| 1994 | Dr. Slump Arale-chan: Hoyoyo!! Tasuketa Same ni Tsurerarete… | Dr.スランプ アラレちゃん ほよよ!!助けたサメに連れられて… | 25                  |
| 1994 | Dr. Slump Arale-chan: N-cha!! Wakuwaku Heart no Natsuyasumi  | Dr.スランプ アラレちゃん んちゃ!!わくわくハートの夏休み  | 25                  |
| 1999 | Doctor Slump: Arale no Bikkuri Bān                           | ドクタースランプ アラレのびっくりバーン                  | 50                  |
| 2007 | Dr. Slump: Dr. Mashirito Abare-chan                          | Dr.SLUMP Dr.マシリト アバレちゃん                        | 5                   |

Der letzte Film war ein DVD-Special für die erste DVD-Box der Serie und erschien auch auf der DVD zu One Piece – Abenteuer in Alabasta.

### Videospiele
Im Jahre 1999 erschien zur Anime-Serie New Dr. Slump ein Videospiel für die PlayStation, welches eine Mischung aus Rollenspiel und 3D-Jump-’n’-Run darstellt.
In dem Beat ’em up Jump Superstars sowie in der Fortsetzung Jump Ultimate Stars für den Nintendo DS haben Arale und Gatchan sowie der Widersacher von Dr. Norimaki Dr. Mashirito ebenfalls ihren Auftritt. Außerdem ist Arale in dem Videospiel Dragon Ball Budokai Tenkaichi 3 ein spielbarer Charakter, was auf den Gastauftritt in Dragon Ball zurückzuführen ist.
2008 erschien in Japan das bislang letzte Dr.-Slump-Videospiel für den Nintendo DS.

## Erfolg
1981 übertraf Akira Toriyama mit einem Einkommen von 2,4 Millionen US-Dollar aus dem Erfolg des Mangas und des Animes den Einkommensrekord von Mangakas. Die bis zum Ende des Jahres erschienenen fünf Bände des Mangas hatten sich bis dahin zusammen 15 Millionen Mal verkauft, sodass der sechste Band in einer Auflage von 2 Millionen gedruckt wurde. Eine so hohe Erstauflage hatte kein Manga zuvor erreicht.
Akira Toriyama erhielt für Dr. Slump 1982 den 27. Shōgakukan-Manga-Preis in der Kategorie Shōnen.